# Srbijanci
Srbijanci, Srbijanac ili Srbijanka su termini kojim se označavaju ljudi koji žive u Srbiji, ili su porijeklom iz Srbije.

## Etimologija i uporaba termina
Smatra se da je termin nastao u jeziku Srba koji žive van Srbije i to jedino da bi se mogla odrediti geografska pripadnost. Ovaj termin, po pravilu rabe uglavnom stanovnici Bosne i Hercegovine i pojedini iz Hrvatske, a u vrlo malom broju i stanovnici ostalih država bivše SFRJ. U Srbijance se mogu uključiti ljudi različitih etničkih skupina, ali u većini slučajeva ovim terminom se označavaju Srbi iz Srbije. Ne treba miješati termin „Srbijanci“ s terminom „Srbi“ koji su etnička grupa koja živi u više država.
U Srbijance se mogu ubrojati mnoge etničke grupe koje žive u Srbiji kao što su Mađari, Bošnjaci, Romi, Albanci, Slovaci, Hrvati, Rumunji, Bugari, Crnogorci i ostali, ali tim terminom se uglavnom označavaju Srbi iz Srbije, dok se u većini slučajeva za neke od navedenih nacionalnih grupa kaže npr. Slovaci iz Srbije, Albanci iz Srbije...

## Tumačenje termina
Pored ovog tumačenja u čestoj uporabi su još dva značenja izraza Srbijanac.
U jednom, pod Srbijance se smatra isključivo Srbin koji živi u Srbiji, čime se pravi razlika između Srba u Srbiji i Srba koji žive izvan nje. Ovo se najviše rabi na prostoru bivše Jugoslavije gdje još žive Srbi, osim u Srbiji.
Po drugom tumačenju, izraz Srbijanac označava isključivo Srbina koji živi u užem dijelu Srbije, odnosno središnjoj Srbiji. Ovakvo tumačenje je rasprostranjeno u Vojvodini.

## Zanimljivosti
Termin Srbijanci i Srbijanka pojavljuje se u pjesmi „Brankovo kolo“ Branka Radičevića kao i u popularnoj narodnoj pjesmi iz Srbije „Odakle si sele“ u izvođenju Snežane Đurišić.